# NGC 6861C
NGC 6861C is een lensvormig sterrenstelsel in het sterrenbeeld Telescoop. Het hemelobject werd op 30 juli 1826 ontdekt door de Britse astronoom John Herschel.

## Synoniemen
- ESO 233-31
- PGC 64107